# Elisabeth Willibald
Elisabeth Willibald est une skieuse alpine allemande, née le 12 mars 1996. Elle est une slalomeuse.

## Biographie
Licenciée au club de Jachenau, elle fait ses débuts dans des courses FIS lors de la saison 2011-2012 et la Coupe d'Europe en 2013.
Elle prend son premier départ en Coupe du monde en janvier 2015 à Flachau. Elle marque ses premiers points, au même endroit, un an plus tard, avec une 15e place au slalom. Elle gagne aussi deux slaloms de Coupe d'Europe ce mois-ci. Elle devient championne du monde junior de slalom en mars 2016 à Sotchi devant Katharina Gallhuber.
Elle met un terme à sa carrière sportive en 2018, après être devenue mère.

## Palmarès

### Coupe du monde
- Meilleur classement général : 97e en 2016.
- Meilleur résultat : 15e.

#### Classements en Coupe du monde
| Année/Classement | Année/Classement | Général | Général | Slalom | Slalom |
| ---------------- | ---------------- | ------- | ------- | ------ | ------ |
| Année/Classement | Année/Classement | Class.  | Points  | Class. | Points |
| 2016             | 2016             | 97e     | 16      | 42e    | 16     |
| 2017             | 2017             | 102e    | 19      | 42e    | 19     |

### Championnats du monde junior
- Sotchi 2016 :
  -  Médaille d'or en slalom.

### Coupe d'Europe
- 9e du classement général en 2016.
- 2 victoires.